# Siikasaari (ö i Finland, Norra Karelen, Joensuu)
Siikasaari är en ö i Finland. Den ligger i sjön Orivesi och i kommunen Libelits i den ekonomiska regionen  Joensuu ekonomiska region  och landskapet Norra Karelen, i den sydöstra delen av landet, 300 km nordost om huvudstaden Helsingfors. Öns största längd är 7,3 kilometer i nord-sydlig riktning.